# Elecciones municipales de Arequipa de 2002
Las elecciones municipales de Arequipa de 2002 se llevaron a cabo el 17 de noviembre de 2002 para elegir al alcalde y al Concejo Provincial de Arequipa para el periodo 2003-2006. La elección se celebró simultáneamente con elecciones regionales y municipales (provinciales y distritales) en todo el Perú.
Yamel Romero Peralta, candidato del Partido Aprista Peruano, ganó las elecciones y resultó elegido como alcalde provincial de Arequipa. Fue la primera victoria para el partido en casi 20 años, desde los comicios de 1983.

## Sistema electoral
La Municipalidad Provincial de Arequipa es el órgano administrativo y de gobierno de la provincia de Arequipa. Está compuesta por el alcalde y el Concejo Provincial.
La votación del alcalde y el concejo se realiza en base al sufragio universal, que comprende a todos los ciudadanos nacionales mayores de dieciocho años, empadronados y residentes en la provincia de Arequipa y en pleno goce de sus derechos políticos, así como a los ciudadanos no nacionales residentes y empadronados en la provincia de Arequipa.
El Concejo Provincial de Arequipa está compuesto por 15 regidores elegidos por sufragio directo para un período de tres (3) años, en forma conjunta con la elección del alcalde (quien lo preside). La votación es por lista cerrada y bloqueada. Se asigna a la lista ganadora los escaños según el método d'Hondt o la mitad más uno, lo que más le favorezca.

## Composición del Concejo Provincial de Arequipa
La siguiente tabla muestra la composición del Concejo Provincial de Arequipa antes de las elecciones.
| Partidos | Partidos                                        | Regidores |
| -------- | ----------------------------------------------- | --------- |
|          | Lista Independiente Arequipa Tradición y Futuro | 12        |
|          | Movimiento Independiente Vamos Vecino           | 2         |
|          | Lista Independiente FRENATRACA                  | 1         |

## Partidos y candidatos
A continuación se muestra una lista de los principales partidos y alianzas electorales que participaron en las elecciones:
| Candidatura | Candidatura | Partidos y alianzas                                                      | Candidatos | Candidatos                 | Ideología                                                          | Resultado previo | Resultado previo | Ref. |
| Candidatura | Candidatura | Partidos y alianzas                                                      | Candidatos | Candidatos                 | Ideología                                                          | Votos (%)        | Reg.             | Ref. |
| ----------- | ----------- | ------------------------------------------------------------------------ | ---------- | -------------------------- | ------------------------------------------------------------------ | ---------------- | ---------------- | ---- |
|             | SP          | Lista - Somos Perú (SP)                                                  |            | Patricio Coaguila Murillo  | Democracia cristiana Conservadurismo social                        | 2.89%            | 0                |      |
|             | APRA        | Lista - Partido Aprista Peruano (APRA)                                   |            | Yamel Romero Peralta       | Aprismo                                                            | 1.66%            | 0                |      |
|             | AP          | Lista - Acción Popular (AP)                                              |            | Bartolomé Cabrera Alvarez  | Humanismo Nacionalismo cívico Reformismo                           | 1.32%            | 0                |      |
|             | UPP         | Lista - Agrupación Independiente Unión por el Perú - Frente Amplio (UPP) |            | Alfonso Luque Vásquez      | Liberalismo Progresismo Socialdemocracia                           | Nuevo            | Nuevo            |      |
|             | PP          | Lista - Perú Posible (PP)                                                |            | Jaime Mujica Calderón      | Socioliberalismo Democracia liberal Tercera vía                    | Nuevo            | Nuevo            |      |
|             | MNI         | Lista - Movimiento Nueva Izquierda (MNI)                                 |            | Leonardo Prado Cárdenas    | Marxismo-leninismo Mariateguismo Socialismo democrático            | Nuevo            | Nuevo            |      |
|             | FD          | Lista - Fuerza Democrática (FD)                                          |            | Víctor Fellipa Llontop     | Reformismo                                                         | Nuevo            | Nuevo            |      |
|             | RD          | Lista - Reconstrucción Democrática (RD)                                  |            | José Villalobos Ampuero    | Humanismo                                                          | Nuevo            | Nuevo            |      |
|             | MAPU        | Lista - Movimiento Amplio País Unido (MAPU)                              |            | Julio Cervantes Villalobos |                                                                    | Nuevo            | Nuevo            |      |
|             | P           | Lista - Primero Perú (P)                                                 |            | Gustavo Rondón Fudinaga    |                                                                    | Nuevo            | Nuevo            |      |
|             | FNTC        | Lista - Lista Independiente FRENATRACA (FNTC)                            |            | Jaime Cáceres Peréz        | Nacionalismo de izquierda Tahuantinsuyismo Regionalismo arequipeño | Nuevo            | Nuevo            |      |
|             | AQP         | Lista - Movimiento Regional Arequipa Unida (AQP)                         |            | Óscar Urviola Hani         | Regionalismo arequipeño                                            | Nuevo            | Nuevo            |      |
|             | IND         | Lista - Lista Independiente N° 1 DECIDE                                  |            | Juan Umpire Medina         | Localismo arequipeño                                               | Nuevo            | Nuevo            |      |

## Resultados

### Sumario general
| |                                                                  |              |              |              |           |           |  |  |
| Partidos y coaliciones                                                                                              | Partidos y coaliciones                                           | Voto popular | Voto popular | Voto popular | Regidores | Regidores |  |  |
| Partidos y coaliciones                                                                                              | Partidos y coaliciones                                           | Votos        | %            | ±pp          | Total     | +/−       |  |  |
| | Partido Aprista Peruano (APRA)                                   | 89,418       | 22.82        | +21.16       | 9         | +9        |  |  |
| | Somos Perú (SP)1                                                 | 60,825       | 15.52        | +12.63       | 2         | +2        |  |  |
| | Primero Perú (P)                                                 | 53,122       | 13.56        | Nuevo        | 2         | +2        |  |  |
| | Movimiento Regional Arequipa Unida (AQP)                         | 50,702       | 12.94        | Nuevo        | 1         | +1        |  |  |
| | Fuerza Democrática (FD)                                          | 30,106       | 7.68         | Nuevo        | 1         | +1        |  |  |
| | Acción Popular (AP)                                              | 22,877       | 5.84         | +4.52        | 0         | ±0        |  |  |
| | Perú Posible (PP)                                                | 19,755       | 5.04         | Nuevo        | 0         | ±0        |  |  |
| | Lista Independiente FRENATRACA (FNTC)                            | 18,601       | 4.75         | n/a          | 0         | ±0        |  |  |
| | Movimiento Nueva Izquierda (MNI)                                 | 15,771       | 4.02         | Nuevo        | 0         | ±0        |  |  |
| | Movimiento Amplio País Unido (MAPU)                              | 10,059       | 2.57         | Nuevo        | 0         | ±0        |  |  |
| | Reconstrucción Democrática (RD)                                  | 7,718        | 1.97         | Nuevo        | 0         | ±0        |  |  |
| | Agrupación Independiente Unión por el Perú - Frente Amplio (UPP) | 7,162        | 1.83         | Nuevo        | 0         | ±0        |  |  |
| | Lista Independiente N° 1 DECIDE                                  | 5,736        | 1.46         | n/a          | 0         | ±0        |  |  |
| |                                                                  |              |              |              |           |           |  |  |
| Total | Total                                                            | 391,852      |              |              | 15        | ±0        |  |  |
| |                                                                  |              |              |              |           |           |  |  |
| Votos válidos | Votos válidos                                                    | 391,852      | 77.60        | –13.44       |           |           |  |  |
| Votos en blanco | Votos en blanco                                                  | 66,574       | 13.18        | +8.30        |           |           |  |  |
| Votos nulos | Votos nulos                                                      | 46,511       | 9.21         | +5.13        |           |           |  |  |
| Votos emitidos | Votos emitidos                                                   | 504,937      | 88.40        | +2.57        |           |           |  |  |
| Abstenciones | Abstenciones                                                     | 66,246       | 11.60        | –2.57        |           |           |  |  |
| Votantes registrados                                                                                                | Votantes registrados                                             | 571,183      |              |              |           |           |  |  |
| |                                                                  |              |              |              |           |           |  |  |
| Fuente: |                                                                  |              |              |              |           |           |  |  |
| Notas al pie: 1 Comparado con los resultados de Movimiento Independiente Somos Perú (SP) en las elecciones de 1998. |                                                                  |              |              |              |           |           |  |  |
| Notas al pie: |                                                                  |              |              |              |           |           |  |  |
| 1 Comparado con los resultados de Movimiento Independiente Somos Perú (SP) en las elecciones de 1998.               |                                                                  |              |              |              |           |           |  |  |

## Elecciones municipales distritales

### Sumario general
| | Partido Aprista Peruano (APRA)                                    | 45,694  | 13.03 | +12.08 | 4  | +4 |  |  |
| | Lista Independiente N° 1 DECIDE                                   | 19,633  | 5.60  | n/a    | 2  | +2 |  |  |
| | Fuerza Democrática (FD)                                           | 15,726  | 4.48  | Nuevo  | 2  | +2 |  |  |
| | Lista Independiente FRENATRACA (FNTC)                             | 15,003  | 4.28  | n/a    | 0  | ±0 |  |  |
| | Movimiento Regional Arequipa Unida (AQP)                          | 14,317  | 4.08  | Nuevo  | 1  | +1 |  |  |
| | Acción Popular (AP)                                               | 12,889  | 3.67  | +1.18  | 2  | ±0 |  |  |
| | Perú Posible (PP)                                                 | 11,377  | 3.24  | Nuevo  | 4  | +4 |  |  |
| | Movimiento Nueva Izquierda (MNI)                                  | 11,049  | 3.15  | Nuevo  | 0  | ±0 |  |  |
| | Somos Perú (SP)1                                                  | 9,186   | 2.62  | –6.60  | 0  | –2 |  |  |
| | Movimiento Amplio País Unido (MAPU)                               | 8,973   | 2.56  | Nuevo  | 1  | +1 |  |  |
| | Primero Perú (P)                                                  | 7,355   | 2.10  | Nuevo  | 0  | ±0 |  |  |
| | Reconstrucción Democrática (RD)                                   | 1,671   | 0.48  | Nuevo  | 0  | ±0 |  |  |
| | Agrupación Independiente Unión por el Perú - Frente Amplio (UPP)2 | 739     | 0.21  | –0.93  | 0  | ±0 |  |  |
| | Renacimiento Andino (RA)                                          | 218     | 0.06  | Nuevo  | 0  | ±0 |  |  |
| | Listas independientes distritales                                 | 176,935 | 50.44 | n/a    | 12 | –3 |  |  |
| |                                                                   |         |       |        |    |    |  |  |
| Total | Total                                                             | 350,765 |       |        | 28 | ±0 |  |  |
| |                                                                   |         |       |        |    |    |  |  |
| Votos válidos | Votos válidos                                                     | 350,765 | 82.54 | –7.62  |    |    |  |  |
| Votos en blanco | Votos en blanco                                                   | 40,242  | 9.47  | +3.68  |    |    |  |  |
| Votos nulos | Votos nulos                                                       | 33,939  | 7.99  | +3.94  |    |    |  |  |
| Votos emitidos | Votos emitidos                                                    | 424,946 | 89.74 | +2.26  |    |    |  |  |
| Abstenciones | Abstenciones                                                      | 48,596  | 10.26 | –2.26  |    |    |  |  |
| Votantes registrados | Votantes registrados                                              | 473,542 |       |        |    |    |  |  |
| |                                                                   |         |       |        |    |    |  |  |
| Fuente: |                                                                   |         |       |        |    |    |  |  |
| Notas al pie: 1 Comparado con los resultados de Movimiento Independiente Somos Perú (SP) en las elecciones de 1998. 2 Comparado con los resultados de Unión por el Perú (UPP) en las elecciones de 1998. |                                                                   |         |       |        |    |    |  |  |
| Notas al pie: |                                                                   |         |       |        |    |    |  |  |
| 1 Comparado con los resultados de Movimiento Independiente Somos Perú (SP) en las elecciones de 1998. 2 Comparado con los resultados de Unión por el Perú (UPP) en las elecciones de 1998.               |                                                                   |         |       |        |    |    |  |  |

### Resultados por distrito
La siguiente tabla enumera el control de los distritos de la provincia de Arequipa. El cambio de mando de una organización política se resalta del color de ese partido.
| Distrito                      | Alcalde(sa) titular        | Partido político | Partido político               | Alcalde(sa) electo(a)     | Partido político | Partido político              |
| ----------------------------- | -------------------------- | ---------------- | ------------------------------ | ------------------------- | ---------------- | ----------------------------- |
| Alto Selva Alegre             | Lucio Candía Ramírez       |                  | FRENATRACA                     | Jesús Gamero Márquez      |                  | Partido Aprista Peruano       |
| Cayma                         | Eleodoro Choque Sanz       |                  | Unidad - Progreso - Desarrollo | Jacinto Benavente Núñez   |                  | Transparencia y Desarrollo    |
| Cerro Colorado                | Benigno Cornejo Valencia   |                  | Frente Vecinal Cerreño         | Benigno Cornejo Valencia  |                  | Cerreños Avanzando            |
| Characato                     | Ángel Linares Portilla     |                  | Characato al Siglo XXI         | Ángel Linares Portilla    |                  | Characato 2002                |
| Chiguata                      | Peter Benavente Ramos      |                  | Vamos Vecino                   | Peter Benavente Ramos     |                  | Unidos por Chiguata           |
| Jacobo Hunter                 | Simón Balbuena Marroquín   |                  | Hunter 2000                    | Simón Balbuena Marroquín  |                  | Hunter 2002                   |
| José Luis Bustamante y Rivero | Raúl Osorio Riveros        |                  | Modernidad y Democracia        | Alfredo Zegarra Tejada    |                  | Bustamante Renace             |
| La Joya                       | Pablo Paredes Cornejo      |                  | FRENATRACA                     | David Inofuente Mamani    |                  | Fuerza Democrática            |
| Mariano Melgar                | Artidoro Ojeda Suclla      |                  | Somos Perú                     | Joaquín Peralta Gutiérrez |                  | Movimiento Amplio País Unido  |
| Miraflores                    | Hipólito Valderrama Chávez |                  | Miraflores al 2000             | Luis Aguirre Chávez       |                  | Partido Aprista Peruano       |
| Mollebaya                     | Salvador Juárez Santana    |                  | FRENATRACA                     | Alberto Juárez Palaco     |                  | Perú Posible                  |
| Paucarpata                    | Marcio Soto Rivera         |                  | Paucarpata Desarrollo Total    | Marcio Soto Rivera        |                  | Paucarpata Desarrollo Total   |
| Pocsi                         | Erlinda Lajo Díaz          |                  | Somos Perú                     | Sonia Flores Palo         |                  | Trabajemos con Juventud       |
| Polobaya                      | Luis Gonzales Adrián       |                  | Vamos Vecino                   | Juan Lajo Soto            |                  | Arequipa Unida                |
| Quequeña                      | Hamilton Cordova Málaga    |                  | FRENATRACA                     | Julio Rodríguez Castillo  |                  | Perú Posible                  |
| Sabandía                      | Hernán Gallegos Vizcarra   |                  | Integración y Desarrollo       | Lauriano Rosado Linares   |                  | Movimiento Vecinal Sabandía   |
| Sachaca                       | Emilio Díaz Pinto          |                  | Sachaca Libertad               | Emilio Díaz Pinto         |                  | Sachaca Libertad              |
| San Juan de Siguas            | Bernabé Llosa Briceño      |                  | Acción Popular                 | Bernabé Llosa Briceño     |                  | Acción Popular                |
| San Juan de Tarucani          | Eloy Choque Flores         |                  | Tarucani Trabajo y Futuro      | Agustín Quispe Choque     |                  | Fuerza Democrática            |
| Santa Isabel de Siguas        | José Hurtado Raa           |                  | Vamos Vecino                   | Herminio Pacheco Mena     |                  | Perú Posible                  |
| Santa Rita de Siguas          | Antonio Mestas Quispe      |                  | Acción Popular                 | Antonio Mestas Quispe     |                  | Acción Popular                |
| Socabaya                      | Luis Tejada Pinto          |                  | Luchemos por Socabaya          | Moisés del Carpio Tejada  |                  | DECIDE                        |
| Tiabaya                       | Percing Quilla Carcahusto  |                  | Unión de Obreros y Campesinos  | Gustavo Guillén Román     |                  | Partido Aprista Peruano       |
| Uchumayo                      | Vidal Pinto Paredes        |                  | Frente por el Desarrollo       | Juan Flores Murillo       |                  | Uchumayo Trabaja              |
| Vítor                         | Jorge Linares Ruiz         |                  | Vamos Vecino                   | Hermelio Meza Alpaca      |                  | Perú Posible                  |
| Yanahuara                     | Ernesto Alarcón Valencia   |                  | FRENATRACA                     | Milton Vera Gamero        |                  | DECIDE                        |
| Yarabamba                     | Cecilia Linares Moscoso    |                  | Grupo Independiente Yarabamba  | Cecilia Linares Moscoso   |                  | Grupo Independiente Yarabamba |
| Yura                          | Ángel Butrón Núñez         |                  | Vamos Yura Unidos              | Luis Fuentes Salas        |                  | Partido Aprista Peruano       |